# إميل جوناس
إميل جوناس (بالفرنسية: Émile Jonas)‏ هو ملحن فرنسي، ولد في 5 مارس 1827 في باريس في فرنسا، وتوفي في 21 مايو 1905 في سن جرمن آن له في فرنسا.

## وصلات خارجية
- إميل جوناس على موقع ميوزك برينز (الإنجليزية)